# Артиллерийский переулок (Санкт-Петербург)
Артиллери́йский переу́лок — переулок в Центральном районе Санкт-Петербурга. Проходит от Литейного проспекта до улицы Короленко.

## История
- Название известно с 1821 года. Дано по полковому двору 1-й лейб-гвардии Пешеходной Артиллерийской бригады (дом № 2, не сохранился).
- С 1844 по 1929 год в состав переулка включалась современная Артиллерийская улица.